# Беларусь на Играх доброй воли
Беларусь принимала участие в летних Играх доброй воли, начиная с Игр 1994 года. Также принимала участие в зимних Играх 2000 года.
До 1994 года спортсмены Беларуси принимали участие в Играх в составе команды СССР.
На всех Играх спортивные делегации Беларуси завоевали всего 40 медалей, из них 6 золотых.

## Медальный зачёт

### Медали на летних Играх
| Игры                 | Золото                             | Серебро                            | Бронза                             | Всего                              | Место                              |
| 1986, 1990           | участвовали в составе команды СССР | участвовали в составе команды СССР | участвовали в составе команды СССР | участвовали в составе команды СССР | участвовали в составе команды СССР |
| Санкт-Петербург 1994 | 3                                  | 6                                  | 14                                 | 23                                 | 8                                  |
| Нью-Йорк 1998        | 2                                  | 5                                  | 2                                  | 9                                  | 9                                  |
| Брисбен 2001         | 1                                  | 2                                  | 5                                  | 8                                  | 24                                 |
| Всего                | 6                                  | 13                                 | 21                                 | 40                                 |                                    |

### Медали на зимних Играх
| Игры             | Золото | Серебро | Бронза | Всего | Место |
| Лейк-Плэсид 2000 | 0      | 0       | 0      | 0     | —     |